# Skijanje
Skijanje je način kretanja zasniježenim površinama uporabom skija koje su skijaškim vezovima pričvršćene za noge skijaša. Iako je skijanje prvenstveno nastalo kao način transporta odnosno kretanja po snijegu, kroz 20. stoljeće je preraslo u popularni način rekreacije i šport. Osim skijanja na snijegu, poznato je i skijanje na vodi, pri čemu skijaš koristi vučnu silu motornog čamca ili vučnice da ostvari brzinu potrebnu za održavanje na vodi.

## Povijest skijanja
Počeci skijanja se, prema nedavno pronađenim crtežima u spiljama otkrivenim nakon povlačenja ledenjaka, vežu uz lovce koje povjesničari smještaju u doba egipatskih faraona. Tehnike skijanja u to doba su najvjerojatnije sličile načinu skijanja kojeg danas nazivamo skijaškim trčanjem ili nordijskom skijaškom disciplinom.
Ocem modernog skijanja smatra se Norvežanin Sondre Norheim. On je u 19. stoljeću  konstruirao skijaški vez koji je omogućio upravljanje skijom, i to tehnikom koja se danas naziva telemark. Kasnija usavršavanja skijaškog veza i skijaške cipele odnosno pancerice dovela su do daljnjeg usavršavanja skijanja i pojavu tzv. alpskih skijaških disciplina. Ranih godina 20. stoljeća Austrijanac Hannes Schneider prezentirao je tehniku upravljanja skijom rotacijom gornjeg dijela tijela koja se po imenom Arlberg tehnika (nazvana prema kraju iz kojeg je potjecao) vrlo brzo raširila kao popularna rekreacija i šport.
Danas su skijanje na snijegu te skijanje na vodi rašireni oblici rekreacije i natjecateljskog športa.

### U Hrvatskoj
Prvo skijaško natjecanje na području Hrvatske bila je skijaška utrka organizirana 1897. na Učki od strane CAF-a (Club Alpino Fiumano, osnovao ga je Bečanin Ferdinand Brodbeck) na kojoj je pobijedio Pasquale Maetich iz Rijeke.

U Mrkoplju je održano prvo službeno natjecanje u skijaškim skokovima u Hrvatskoj, na prvoj skijaškoj skakaonici u Hrvatskoj - izgrađenoj 1934. godine. 1961. na Petehovcu je izgrađena sjedežnica, 1965. na Čelimbaši vučnica. Prvi noćni slalom u Hrvatskoj održan je 1967. Bio je to Noćni slalom pod bakljama na Čelimbaši i svjetski je poznati događaj.
Ivica Kostelić je u sezoni '91./92. pobijedio u veleslalomu na međunarodnom natjecanju "World Ski Interkriterium" u Vratni Ricky. To je bilo prvi puta u povijesti hrvatskoga športa da se nakon nekoga proglašenja pobjednika službeno dizala hrvatska zastava i svirala "Lijepa naša".

## Vrste skijanja
- alpsko skijanje
- nordijsko skijanje
  - skijaško trčanje
  - skijaški skokovi
- slobodno skijanje
- skijaško bordanje

Skijanje na drugim podlogama
- skijanje na travi
- skijanje na suhom
- skijanje na rolama / rolerski
- skijanje na vodi
- inline alpin[5] - kros između skijanja i rolanja na inline rolama

Danas je skijanje vrlo rijetko način transporta, već je uglavnom popularan vid rekreacije. Većina skijaša danas su rekreativci koji na uređenim skijaškim stazama korištenjem žičara kako bi se popeli na vrhove planina provode slobodne trenutke uživajući u spuštanju niz snježne padine. Skijanje je toliko raširen način zimskog odmora da pojedine države veći dio turističke ponude zasnivaju upravo na rekreativnom skijanju. Najbolji primjer takve države je Austrija, koja posjeduje preko stotinu uređenih skijališta. Ostale države koje imaju brojna uređena skijališta su Francuska, Italija, Švicarska, SAD, Novi Zeland, itd. U Nordijskim zemljama rašireno je i skijaško trčanje kao popularan vid rekreacije, iako se staze ua skijaško trčanje mogu naći i u svakom alpskom skijalištu.
Posebno je zanimljiva ponuda dvoranskog skijanja, gdje se u pojedinim bogatijim državama (primjeri su Japan ili Saudijska Arabija) zbog nedostatka prirodnih skijaških staza i dovoljnog broja sniježnih dana u godini čak izrađuju skijaške staze u velikim dvoranama, opremljene umjetnom klimom te umjetnim snijegom.
Za skijanje na vodi potrebno je što mirnija vodena površina (more, jezero) te vanjski vučni pogon koji skijaša na vodi vuče brzinom dovoljnom da se održi na vodi.
Skijanje je i atraktivan šport, gdje se natječu u brojnim disciplinama natjecatelji iz sve većeg broja zemalja i gotovo svih kontinenata.

## Skijanje kao šport
Skijanje je standardni olimpijski šport na zimskim Olimpijskim igrama. Skijaške discipline dijelimo na alpske i nordijske. Iako postoje i varijante štafetnih utrka u nordijskom skijanju, skijanje je uglavnom pojedinačni šport. Često se u skijaške športove ubraja i snowboard, koji je od 1998. godine također uključen u obitelj olimpijskih športova. Oprema za taj šport se bitno razlikuje od skijaške opreme po tome što se ne koriste dvije skije već jedan board odnosno daska za skijanje na kojoj border stoji u sličnom položaju kao u daskanju na valovima.
Alpske natjecateljske skijaške discipline su: slalom, veleslalom, spust, super-veleslalom, alpska kombinacija i paralelna natjecanja. Neslužbeno bi ih mogli kategorizirati na tehničke (slalom i veleslalom) i brzinske (spust i super-veleslalom) discipline. Sva pravila te organizacija i kontrola skijaških natjecanja su pod upravljanjem Međunarodne skijaške federacije (FIS) sa sjedištem u Bernu (Švicarska).
Nordijsko skijanje uključuje discipline skijaško trčanje i skijaški skokovi. Skijaško trčanje se prakticira na različitim duljinama staze, u dvije osnovne kategorije: klasični stil i slobodni stil. Jedna varijanta skijaškog trčanja je i biatlon, u kojoj se kombinira skijaško trčanje s streljaštvom.
Skijaški letovi se izvode na specijalno pripremljenim skijaškim skakaonicama, a cilj je natjecanja ostvariti što veću duljinu skoka uz dodatne ocjene za stil izvedbe skoka. Postoji i disciplina nordijske kombinacije, koja uključuje skojaške skokove i skijaško trčanje.
Snowbord se izvodi u nekoliko različitih disciplina. Alpske discipline obuhvaćaju npr. slalom utrke, i održavaju se na strandardnim uređenim skijaškim stazama. Međutim,  popularnije su discipline slobodnog stila ili slobodne vožnje, koje se mogu odvijati u specijalnim half-pipe stazama ili na neuređenim strminama. Natjecatelji slobodnog stila se najčešće okupljaju i natječu na igrama ekstremnih športova pod nazivom X-games.
Skijanje na vodi je također natjecateljski šport, koji ima nekoliko disciplina kao što su slalom, izvođenje trikova te skijaški skokovi na vodi.

## Skijaška oprema
Ovisno o disciplini, za skijanje trebate sljedeću opremu:
- skije opremljene skijaškim vezovima
- skijaški štap
- pancerice ili skijaške cipele

Postoji još i cijeli niz specijalizirane skijaške opreme, kao što su skijaško odijelo, kaciga, naočale, rukavice. Ta dodatna oprema se vrlo razlikuje ovisno o skijaškoj diciplini, vremenskim uvjetima a u novije vrijeme i o modnim trendovima, pogotovo kod rekreativaca. Nemojmo zaboraviti i kreme s UV zaštitom.

## Skijaški tereni
Ovisno o disciplini, skijati se može gotovo na svakoj površini prekrivenoj snijegom: na ravnijima se prakticira skijaško trčanje, na strmijim neka od alpskih disciplina. 
Kao što i ime govori, najpoznatije skijaške staze za alpske discipline nalaze se u Alpama, iako se velik broj kvalitetnih alpskih skijališta nalazi u Sjevernoj i Južnoj Americi, Novom Zelandu, Aziji. Uobičajeno je da se skijaške staze klasificiraju prema strmini i dužini, da bi se olakšalo rekreativnim skijašima odabir staze koji odgovara njihovom skijaškom znanju i stilu skijanja. U Europi se najčešće koristi sustav boja, pa je npr. crna boja oznaka najzahtjevnije strme staze koja je najčešće rezervirana samo za natjecanja i vrhunske skijaše. Crvena je staza nešto blaža, ali još uvijek zahtjevna. Početnici će birati između staza označenih kao plave (male strmine) odnosno bijele staze. Bijele su staze gotovo potpuno položene te dakle osiguravaju sigurno skijanje čak i potpunim početnicima. Postoji i tzv. slobodno skijanje po neuređenim stazama, međutim ono je rezervirano isključivo za vrhunske skijaše koji odlično poznaju skijaške tehnike i imaju odgovarajuću opremu. Ne treba posebno napominjati da je slobodno skijanje povezano sa stalnom opasnošću od snježnih lavina, odrona snijega ili terena, padovima na oštre stijene ili provalije, te nije rijetkost da slobodni skijaši koji precijene svoje znanje ili podcijene pojedinu strminu stradaju, pa čak i smrtno.
Skijaško trčanje zahtijeva položenije staze, te je dakle opasnosti od padova ili snježnih lavina svedena na minimum. Ovaj vid skijanja je posebno pogodan za rekreativce slabije fizičke snage, starije skijaše i sve one koji žele tempo skijanja prilagoditi sebi a ne primjerice strmini alpske staze. Ipak, skijaško trčanje može za ambicioznije biti i vrlo efikasan način postizanje odlične fizičke spreme, jer je poznato da su po općim karakteristikama pripremljenosti (fizička kondicija) skijaši trkači uz atletičare na dugim prugama i bicikliste jedni od najspremnijih športaša uopće. Najviše uređenih staza za skijaško trčanje se može pronaći u Nordijskim zemljama, iako je moguće trčati na skijama i na neuređenim stazama.
Za skijaške letove koriste se posebno pripremljene skijaške skakaonice, koje se ovisno o veličini nazivaju i skijaškim letaonicama. Ove su skakaonice jasno rezervirane isključivo za profesionalce koji se bave tim športom, jer na nekim skakaonicama skijaši skakači ostvaruju skokove (odnosno letove!) duljine od preko 200 metara!
Snowboarderi mogu koristiti standardne skijaške staze, iako se većina odlučuje za neuređene strmine. Zanimljivost je half-pipe, uređen dio staze u obliku jarka od nekoliko metara vrlo glatkih i strmih zidova.
Skijanje na vodi se izvodi na mirnim vodenim površinama, posebno određenim za tu namjenu. Zbog opasnosti važno je da u blizini skijaša na vodi ne bude plivača odnosno drugih plovila ili predmeta na vodi.

## Športovi koji inkorporiraju skijanje
- Para-ski - padobranska disciplina; sastoji od dva športa - skijanja veleslaloma i padobranskih skokova
- Biatlon
- Skijaško streličarstvo (engl. Ski Archery)
- Nordijska kombinacija

## Zanimljivosti
- U Drugom svjetskom ratu mnogi Gorani športaši zamijenili su športske terene s puškom u ruci. Zahvaljujući njihovoj fizičkoj pripremljenosti u travnju 1942. godine osniva se skijaški vod II. odreda na čelu s poznatim skijašem Milanom Rustanbegom. (više na Hrvatske vojne skijaške postrojbe)[3]
- Noćni slalom pod bakljama na Čelimbaši (1967.)[3]
- Delničke obitelji Ofak i Klobučar proizvodnju skija započele su 1911. godine. Prve skije za skijaške skokove (1904.), skijašima je osigurala (delnička?) obitelj Horvat.[3]